# 萨拉·英格利希
萨拉·英格利希（英語：Sarah English，1955年11月28日—），津巴布韦女子曲棍球运动员。她曾代表津巴布韦国家队参加1980年夏季奥林匹克运动会曲棍球比赛，获得一枚金牌。